# Goldville
Goldville és una població dels Estats Units a l'estat d'Alabama. Segons el cens del 2000 tenia 37 habitants.

## Demografia
Segons el cens del 2000, Goldville tenia 37 habitants, 15 habitatges, i 12 famílies. La densitat de població era de 14,4 habitants/km².
Dels 15 habitatges en un 26,7% hi vivien nens de menys de 18 anys, en un 73,3% hi vivien parelles casades, en un 6,7% dones solteres, i en un 20% no eren unitats familiars. En el 13,3% dels habitatges hi vivien persones soles el 6,7% de les quals corresponia a persones de 65 anys o més que vivien soles. El nombre mitjà de persones vivint en cada habitatge era de 2,47 i el nombre mitjà de persones que vivien en cada família era de 2,67.
Per edats la població es repartia de la següent manera: un 24,3% tenia menys de 18 anys, un 8,1% entre 18 i 24, un 24,3% entre 25 i 44, un 27% de 45 a 60 i un 16,2% 65 anys o més.
L'edat mediana era de 36 anys. Per cada 100 dones hi havia 94,7 homes. Per cada 100 dones de 18 o més anys hi havia 86,7 homes.
La renda mediana per habitatge era de 25.625 $ i la renda mediana per família de 35.000 $. Els homes tenien una renda mediana de 27.500 $ mentre que les dones 21.875 $. La renda per capita de la població era de 15.209 $. Cap de les famílies i el 13,6% de la població estaven per davall del llindar de pobresa.

## Poblacions properes
El següent diagrama mostra les poblacions més properes.